# 烏姆·卡伯

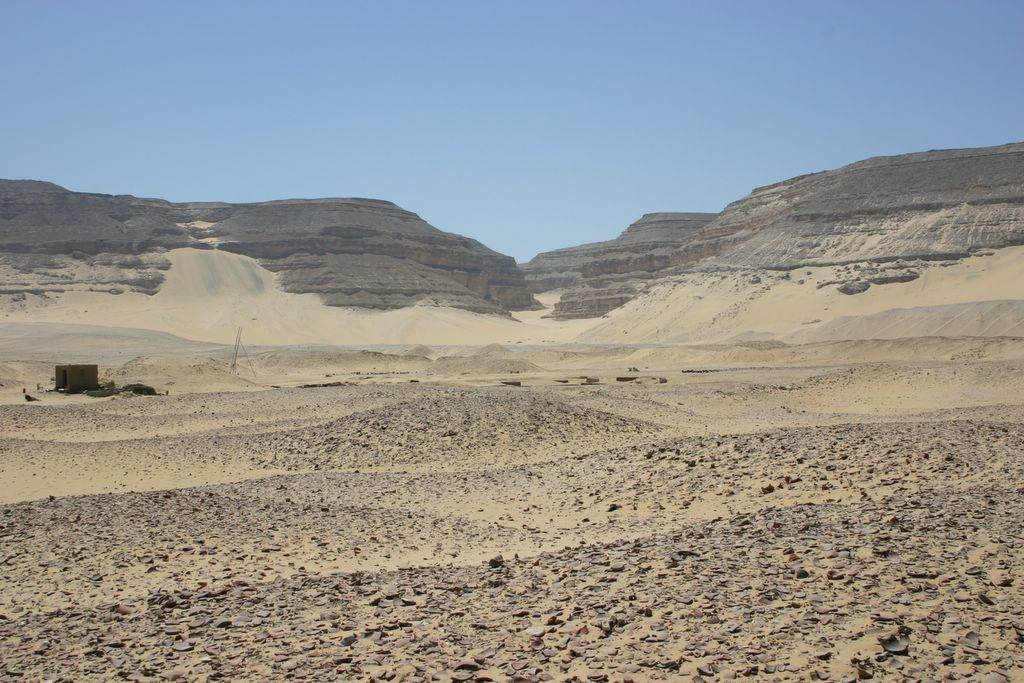
烏姆·卡伯。照片中可見陶罐碎片散落一地

烏姆·卡伯（Umm el-Qa'āb，亦作Umm el Ga'ab，阿拉伯語：أم القعاب）位於埃及阿拜多斯北部，是古埃及早王朝时期統治者的大型墓地（necropolis）。「烏姆·卡伯」的意思解作「陶罐之鄉」（Mother of Pots），此乃由於在早王朝時期之後，用作祭祀的陶罐成了碎片，散落在四處，因而得名。
該處是古埃及人進行宗教崇拜的地方，到了中王國時期，最少一個王陵因為敬拜歐西里斯的緣故而被發掘，並加以重建。
烏姆·卡伯的墓地首先由埃米爾·阿美利諾（Émile Amélineau）於1890年代發掘，後來由弗林德斯·皮特里爵士（Sir William Matthew Flinders Petrie）於1899年至1901年期間較有系統地進行發掘工作。然後，自1973年代起，德國考古研究所（German Archaeological Institute）於當地進行七次發掘，令墓地的設計和面貌得以重現。

## 墓地分佈
烏姆·卡伯可分為三個區域，分別是位於北部前王朝時期的U墓地、位於中部的稱為B墓地，以及位於南部埋葬早王朝時期一些國王和王后的陵墓。
以下將按時間先後列出古埃及王朝於烏姆·伯的墓地。

### 前王朝時期墓地
- U-j - 不明貴族，但從墓中所發現的蝎子紋章推測可能是蝎子王一世
- B1/B2–埃里-荷爾（Iry-Hor）[7]
- B7/B8/B9 –卡

### 第一王朝時期陵墓

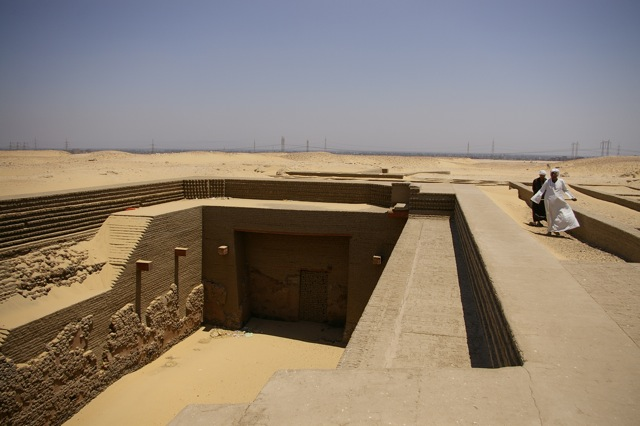
第一王朝法老登的墓，又名墓地Z（Tomb Z）

又名作墓地B，此地區包括了第一王朝統治者的陵墓以及兩個第二王朝統治者的陵墓。
- B17/B18–那爾邁[8]
- B10/B15/B19 – 荷爾-阿哈[9]
- O – 哲爾[10]
- Z – 傑特 [11]
- Y – 美麗奈茨[12]
- T – 登[13]
- X – 阿涅德吉布[14]
- U – 瑟莫赫特[15]
- Q – 卡（又作「夸阿」、「卡阿」[16]）[17]

### 第二王朝陵墓

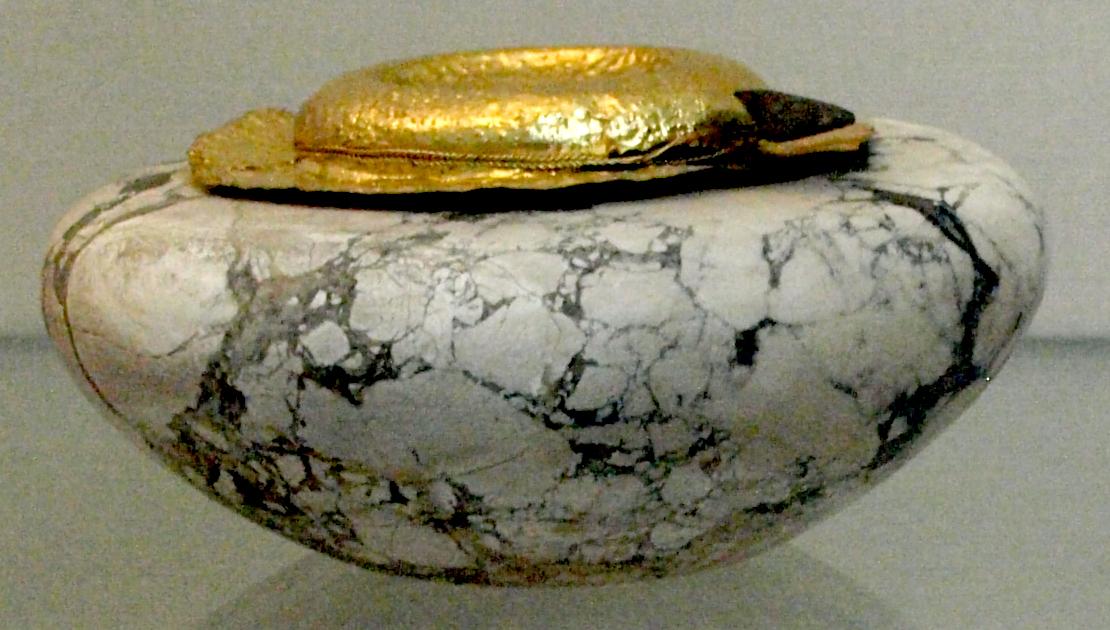
於卡塞凱姆威墓中發掘的石灰石瓶子，其封蓋是金製成的

只有兩位第二王朝的法老葬於該地，他們亦仿照附近的建築模式，將泥磚當作圍欄圍繞陵墓。
- P – 伯里布森[18]

在墓中發現第一句以聖書體寫成的完整句子。
- V – 卡塞凱姆威[20]

這墓面積龐大，擁有若干互相連接的泥磚室，而實際葬室以經處理的石灰石興建。
皮特里於1901年在這裏發掘時發現了以紅玉髓製成的權杖、黃金條紋作裝飾的石灰石瓶子連同金製封蓋，以及大口水瓶和銅製臉盆。

## 第一王朝時期的活人獻祭
作為葬禮儀式的一部分，第一王朝的所有法老在下葬時都會活人殉葬。明顯地，在第一王朝時期，連同其他用作陪葬的動物，數以百計的臣僕亦會陪葬。哲爾的墓就有338個殉葬者。古埃及人認為殉葬的人與動物，如驢子是會供法老在陰間使喚。但到了第一王朝結束的時候，不知道是基於什麼原因，法老的葬禮不再有殉葬儀式，並以夏勃梯（ushabti，亦作shabti，一種喪葬雕像）取代。

## 資料來源
1. 1 2  劉文鵬（2008年）：《埃及考古學》，42頁，北京：三聯書店。
2. ↑   （页面存档备份，存于） Tombs of kings of the First and Second Dynasty
3. ↑  Toby Wilkinson, Early Dynastic Egypt, Routledge, 1999
4. ↑  Wilkinson, Toby A. H. (1999): Early Dynastic Egypt, P.230, London/New York: Routledge.
5. 1 2 3  Shaw, Ian (2000): The Oxford History of Ancient Egypt, p. 67. Oxford University Press, ISBN 0-19-280458-8
6. ↑  劉文鵬（2008年）：《埃及考古學》，68頁，北京：三聯書店。
7. ↑   （页面存档备份，存于） 阿拜多斯埃里-荷爾之墓
8. ↑   （页面存档备份，存于） 那爾邁之墓
9. ↑   （页面存档备份，存于）荷爾-阿哈之墓
10. ↑   （页面存档备份，存于） Tomb O
11. ↑   （页面存档备份，存于） Tomb Z
12. ↑   （页面存档备份，存于） Tomb Y—美麗奈茨之墓
13. ↑   （页面存档备份，存于） Tomb T
14. ↑   （页面存档备份，存于） Tomb X
15. ↑   （页面存档备份，存于） Tomb U
16. ↑  大英博物館、香港藝術館、香港臨時市政局（1998）：埃及珍寶展，大英博物館藏埃及珍寶展，香港：臨時市政局。
17. ↑   （页面存档备份，存于） Tomb Q
18. ↑   （页面存档备份，存于） 阿拜多斯P墓地
19. ↑   （页面存档备份，存于） 伯里布森之墓
20. ↑   （页面存档备份，存于） 阿拜多斯V墓地
21. 1 2 3  Shaw, Ian (2000): The Oxford History of Ancient Egypt, P. 68, Oxford University Press. ISBN 0-19-280458-8